# HTC Touch Pro
De HTC Touch Pro, ook bekend als de HTC P4600, T-Mobile MDA Vario IV en HTC Raphael is een smartphone die ontwikkeld is door HTC. Het is een aangepaste versie van de HTC Touch Diamond en bevat een QWERTY-toetsenbord, een microSDHC-slot en een camera. Het toestel draait op Windows Mobile 6.1. De Touch Pro is sinds 15 augustus 2008 te koop. De opvolger van het toestel is de HTC Touch Pro2.
Het toestel is ook in combinatie met een abonnement verkrijgbaar bij T-Mobile. T-Mobile heeft het toestel omgedoopt tot de T-Mobile MDA Vario IV.